# Les Démocrates (Israël)
Pour les articles homonymes, voir Les Démocrates.
Les Démocrates (hébreu : הדמוקרטים, Hademocratim) est un parti politique israélien orienté à gauche, issu de la fusion du Parti travailliste israélien (Avoda) et du parti Meretz et créé le 30 juin 2024. 
Dirigé lors de sa création par Yaïr Golan, le nouveau parti dispose alors de quatre députés à la Knesset, siégeant dans l'opposition et tous issus d'Avoda, le Meretz n'ayant aucun député depuis les élections de 2022. Des sondages répétés montrent qu'Avoda, sans alliance, ne remporterait aucun siège dans la prochaine élection pour la Knesset.
Une convention de représentants d'Avoda et de Meretz approuve la fusion le 12 juillet 2024,

## Histoire
Le président de la commission de la Chambre, Ofir Katz, rejette le 25 février 2025 la demande du parti Avoda de changer officiellement son nom en « Les Démocrates » car, selon lui ce parti est « anti-démocratique et violent ».